# マルクス・ヘルウィウス・ブラシオ
マルクス・ヘルウィウス・ブラシオ（Marcus Helvius Blasio）は共和政ローマのプレブス（平民）出身の政治家・軍人。紀元前198年に平民按察官（プレブス・アエディリス）、紀元前197年と紀元前196年には法務官（プラエトル）を務めた。

## 経歴
紀元前197年、ブラシオは属州となったばかりのヒスパニア・ウルテリオル（遠ヒスパニア）の属州総督として赴任した。紀元前196年に属州総督職は後任者に引き継いだが、病を得てしまいヒスパニアにさらに1年以上滞在せざるを得なくなった。当時ヒスパニア・ウルテリオルでは17の都市を支配するクルカスとルキシニオを指導者として反乱が発生しており、カルモ（en）、バルド、マラカ、ベトゥリアと言った都市が包囲されていた。
紀元前195年、ブラシオはようやくローマに帰還することとなり、属州総督アッピウス・クラウディウス・ネロは6,000の護衛をつけた。途中ブラシオの一行はヒスパニア・キテリオル（近ヒスパニア）のイリトゥルギス（en）近郊で20,000とされるケルティベリア軍に攻撃された。しかしローマ軍はこれを撃退し、敵軍12,000を殺害した。イリトゥルギスはローマ軍に占領された。ローマに戻ったブラシオは元老院から小凱旋式の実施を認められた。ヒスパニアの反乱は後任の属州総督が鎮圧した。紀元前194年、アプリアの新たな植民都市シポントゥム（en）の建設責任者に選ばれている。

## 参考資料

### 古代の資料
- ティトゥス・リウィウス『ローマ建国史』
- アッピアノス『ローマ史』

### 研究書
- Brennan, Corey Loog (2000). The praetorship in the Roman Republic Vol.I. Oxford University Press. ISBN 0-19-511459-0.
- Malcovati, H. (1955). Oratorum romanorum fragmenta liberae rei publicae (em inglês). Turin: Paravia
- Martínez Gázquez, José (1992). La campaña de Catón en Hispania (em espanhol) 1974 ed. Barcelona: Universidad de Barcelona. Publicaciones y Ediciones. ISBN 84-7875-980-8